# سهره ریز سه‌رنگ
سهره ریز سه‌رنگ (نام علمی: Lonchura malacca) نام یک گونه از سرده سهره‌های ریز است.